# Злотокрай (катер)
«Злотокрай» — прикордонний сторожовий катер проекту 1400М (шифр «Гриф») Державної прикордонної служби України 1 рангу. Має бортовий номер BG-106.

## Історія
Прикордонний сторожовий катер «ПСКА-550» (початкова назва) , був спущений на воду 6 квітня 1992 року та побудований 3 грудня 1993 року на СБЗ ВАТ «Феодосійська суднобудівна компанія "Море"» (заводський №900). Пізніше перейменовано на «ПСКА-515», в 1999 році на «КаМО-515». В 2008 році шефство над судном Золотоноська районна рада та Золотоноська районна державна адміністрація. Катер був перейменований на «Злотокрай». За 18 років служби в Морській охороні катер пройшов більше 23 тис. морських миль, провівши 1 763 доби на службі та близько 1 000 з них, безпосередньо в морі. Екіпажем катеру в територіальному морі України оглянуто понад 500 українських та іноземних невійськових суден, присічено близько двох десятків спроб порушення прикордонного режиму та режиму державного кордону. Зараз катер знаходиться у складі Одеського загону морської охорони.